# Яхновцы
Яхновцы (укр. Яхнівці) — село в Волочисском районе Хмельницкой области Украины.
Население по переписи 2001 года составляло 849 человек. Почтовый индекс — 31212. Телефонный код — 3845. Занимает площадь 3,33 км². Код КОАТУУ — 6820989401.

## Местный совет
31212, Хмельницкая обл., Волочисский р-н, с. Яхновцы